# '85 HIDEKI Special in Budokan - for 50 songs -
『'85 HIDEKI Special in Budokan - for 50 songs -』（'85ヒデキ・スペシャル・イン・武道館）は、西城秀樹の1985年3月15日に発売されたライブ・アルバム（LP）、及び同年4月21日に発売されたライブ・ビデオ（VHS・LD）である。

## 内容
50枚目のシングル「一万光年の愛」の発売を記念して、1985年1月19日に開催された、第12回日本武道館コンサートの模様が収録されている。デビューからすべてのシングル50曲を歌唱した。
- ゲストとして秋野暢子と森光子が途中に登場。森とは1977年11月20日放送のNHK『ビッグショー』と同様の演出が行われた。

## 収録曲
1枚目
SIDE A
1. オープニング
2. 若き獅子たち
3. 炎
4. ブーメランストリート
5. ボタンを外せ
6. 聖・少女
7. 眠れぬ夜
8. この愛のときめき
9. あなたと愛のために
10. ブーツをぬいで朝食を

SIDE B
1. メドレー
  1. 恋する季節
  2. 恋の約束
  3. チャンスは一度
  4. 涙と友情
  5. ジャガー
  6. セクシーロックンローラー
  7. 恋の暴走
  8. 青春に賭けよう
2. 愛の十字架
3. 至上の愛
4. ちぎれた愛

2枚目
SIDE A
1. オーバーチュア

前田憲男作曲・編曲
1. メドレー
  1. リトルガール
  2. セクシーガール
  3. センチメンタルガール
  4. Do You Know
  5. 漂流者たち
  6. サンタマリアの祈り
  7. 白い教会
  8. 悲しき友情
  9. 哀しみのStill
  10. エンドレス・サマー
  11. 背中からI Love You
  12. 南十字星
  13. 愛の園 (AI NO SONO)
  14. 勇気があれば

SIDE B
1. 情熱の嵐
2. 激しい恋
3. 薔薇の鎖
4. 君よ抱かれて熱くなれ
5. ラストシーン
6. 遙かなる恋人へ
7. 抱きしめてジルバ -Careless Whisper-

3枚目
SIDE A
1. 一万光年の愛
2. ジプシー
3. ギャランドゥ
4. ナイトゲーム
5. 傷だらけのローラ
6. ブルースカイ ブルー
7. チェイサー

前田憲男作曲
SIDE B
アンコール
1. 俺たちの時代
2. ホップ・ステップ・ジャンプ
3. YOUNG MAN (Y.M.C.A.)
4. アイ・シャル・ビー・リリースト
5. チェイサー

前田憲男作曲

## 復刻盤
- 1999年12月16日発売のCD『HIDEKI SUPER LIVE BOX』（6枚組）の中の5〜6枚目
- 2003年12月17日発売のDVD『THE STAGES OF LEGEND - 栄光の軌跡 -』（7枚組）の中の2枚目
- 2015年7月15日発売のDVD『THE STAGES OF LEGEND -栄光の軌跡- HIDEKI SAIJO AND MORE』（9枚組）の中の2枚目
- 2020年3月25日発売、映像をHDリストア、音源もリマスタリングを施し初のブルーレイディスクとして発売される。『'85 HIDEKI SPECIAL IN BUDOHKAN -For 50 Songs-』